# 마누엘 히메네스 아발로
마누엘 엔리케 히메네스 아발로(스페인어: Manuel Enrique Jiménez Abalo, 1956년 10월 27일, 갈리시아 지방 빌라가르시아 데 아로우사 ~)는 스페인의 전 축구 선수로, 현역 시절 중앙 수비수로 활동하였다.

## 클럽 경력
히메네스는 갈리시아 지방 폰테베드라 주 빌라가르시아 데 아로우사 사람이다. 그는 현역 시절 스포르팅 히혼과 레알 부르고스에서 활동하였다. 따라서 그는 현역 13년 중 12년을 아스투리아스 연고 구단에서 활동하여, 500번 가량의 공식 경기에 출전하였는데, 라 리가에서 매 시즌 최소 30경기는 출전하여 1986-87 시즌에는 히혼의 4위 성적에 일조했는데, 이 시즌에 그는 43경기 3,870분의 출전 기록을 냈다.
말년은 레알 부르고스에서 보냈는데, 히메네스는 카스티야 이 레온 연고 구단의 평범한 구단은 1부 리그에 잔류하는데 그치지 않고 8위의 성적과 최고 수비 지표를 세웠다. 그는 거의 36세가 되어서 현역에서 은퇴하였다.

## 국가대표팀 경력
히메네스는 1981년 11월 18일, 3-2로 이긴 폴란드와의 친선경기에 스페인 국가대표팀 경기에 한 번 출전하였고, 1982년 FIFA 월드컵에 자국을 대표로 출전하였다.